# Соломахин, Михаил Карпович
Михаи́л Ка́рпович Солома́хин (1888—1967) — подъесаул 1-го Хоперского казачьего полка, герой Первой мировой войны, участник Белого движения. В эмиграции — генерал-майор, начальник штаба Кубанского казачьего войска.

## Биография
Казак станицы Некрасовской Кубанского казачьего войска.
Окончил Майкопское реальное училище и Елисаветградское кавалерийское училище (1911), откуда выпущен был хорунжим в 1-й Хоперский казачий полк, в рядах которого и выступил на Кавказский фронт Первой мировой войны. Высочайшим приказом от 6 января 1917 года подъесаул Соломахин был пожалован орденом Святого Георгия 4-й степени
За то, что в бою 21 мая 1916 года, под гор. Ханыкеном, командуя, в чине сотника, 5-ю сотнею названного полка, когда турки в превосходных силах перешли в атаку и прорвали наше боевое расположение, — не взирая на ожесточенный огонь противника, бросился со своей сотней в стремительную атаку, в результате которой казаки, лихо врубившиеся в ряды турок, смяли и уничтожили около 1½ роты, прочие же были рассеяны и, благодаря этой блестящей атаке, наше боевое расположение восстановлено.
В 1917 году успешно окончил 3-x месячные подготовительные курсы Николаевской военной академии, был назначен на Кавказский фронт. В Гражданскую войну участвовал в Белом движении в составе Добровольческой армии и Вооруженных сил Юга России. 25 сентября 1918 года был произведен в есаулы. В 1919 году — командир 2-го Кубанского Партизанского конного полка, полковник. В декабре 1919 — командир Сводно-Партизанского полка, в апреле 1920 года — командир 1-го Хоперского полка в Русской армии Врангеля.
В эмиграции в Югославии. В 1931 году — начальник Походного штаба Кубанского войскового атамана генерала В. Г. Науменко, затем был начальником штаба Кубанского казачьего войска. В 1937 году был произведен в генерал-майоры Генерального штаба. В годы Второй мировой войны служил в Русском корпусе. В 1944 году был командиром 5-й сотни 1-го Казачьего полка, в конце 1944 — мае 1945 года был начальником 1-го Казачьего военного училища в Северной Италии. Был выдан советским властям из Лиенце 28 мая 1945 года и осужден на 10 лет ИТЛ. После отбытия срока жил в Апшеронске.
Скончался в 1967 году. Похоронен в станице Некрасовской. В 2013 году движение «Белая Кубань» и центр «Белое дело» установили на могиле М. К. Соломахина мемориальную плиту и крест.

## Награды
- Орден Святого Владимира 4-й ст. с мечами и бантом (ВП 26.02.1915)
- Орден Святого Станислава 3-й ст. с мечами и бантом (ВП 26.05.1915)
- Орден Святого Георгия 4-й ст. (ВП 06.01.1917)